# Stygnus ferrugineus
Stygnus ferrugineus is een hooiwagen uit de familie Stygnidae.